# Burden of Grief
A Burden of Grief egy német melodikus death metal együttes, amely 1994-ben Kasselban alakult meg. 

## Jelenlegi tagjai
- Mike Huhmann - éneklés
- Philipp Hanfland - gitár
- Sebastian Robrecht - dobok
- Florian Bauer - basszusgitár
- Johannes Rudolph - gitár.

## Diszkográfia

### Stúdióalbumok
- Haunting Requiems (2000)
- On Darker Trails (2001)
- Fields of Salvation (2003)
- Death End Road (2007)
- Follow the Flames (2010)
- Unchained (2014)
- Eye of the Storm (2018)

## Egyéb kiadványok
- A Duet of Thoughts (demó, 1996)
- Above Twilight Wings (demó, 1997)
- Eternal Solar Eclipse (demó, 1999)